# Henar Torinos
Henar Torinos (Valladolid, 1985) es una historietista e ilustradora española con una clara influencia del manga japonés.

## Trayectoria
Tras finalizar sus estudios de Ilustración en la Escuela de Artes y Oficios de Valladolid se mudó a Madrid, donde continuó sus estudios cursando Dibujo Profesional en la ESDIP, Escuela Superior de Dibujo Profesional, ESDIP. Junto con otros amigos creó el fanzine Mystic Legend y colaboró activamente en otros como Antares y Supein Go!
También ha trabajado como animadora, diseñadora, ilustradora de portadas de libros ("Ácido Fólico", "39 cafés y un desayuno") y de carteles (I Salón de Manga de Cartagena, Expomanga 2013 de Madrid).

## Obra

### Mala Estrella
Mala Estrella es su primera obra y consta de dos tomos que han sido publicados bajo el sello de Ediciones Babylon.
Sinopsis: La historia ocurre en una época futurista donde el mundo ha sido devastado por las guerras y los conflictos. Para complacer al padre de su prometida, Axel se alista en el Cuerpo de Balance, creado para combatir el crimen. Pero durante la ceremonia de iniciación su destino se cruza con el de Mala Estrella, una despiadada asesina que no dudará en matar a quien se interponga en su camino.

## Premios
"Mala Estrella. The Second Station" fue galardonado con el Premio al mejor manga de autor español 2012, otorgado por Ficomic durante el XVIII Salón del Manga.